# 遊園地前駅 (埼玉県)
遊園地前駅（ゆうえんちまええき）は、埼玉県所沢市山口にあった西武鉄道山口線の駅である。

## 概要
軽便規格当時の山口線「おとぎ電車」の起点駅である。当駅は西武園ゆうえんちの敷地内に所在し、隣接する多摩湖線西武遊園地駅（2代、2021年3月13日より多摩湖駅に戻る）とは徒歩連絡を要した。
駅構造は櫛形2面2線式で、駅舎はホームの先端にあり、コンコースから緩やかな階段を上ってホームに入る構造であった。駅には「おとぎ電車」の看板が掲げられ、地方鉄道化した後も遊覧鉄道としての雰囲気が色濃く残っていた。
山口線の新交通システム転換に際して、1985年（昭和60年）4月に廃止となった。新交通システム転換後は当駅に相当する駅として遊園地西駅（2021年3月13日より西武園ゆうえんち駅）が開業したが、場所は当駅と現・多摩湖駅のほぼ中間の距離である。

## 歴史
西武園遊園地（当時）の遊戯施設「おとぎ線」の始発駅として、多摩湖ホテル前駅（たまこホテルまええき）の駅名で1950年（昭和25年）8月に開業した。当駅付近には「おとぎ線」の車両を統括管理する山口検車区（やまぐちけんしゃく）が同時に開設され、平屋の簡素な客車庫と、開閉シャッター付の機関庫が存在した。なお、「多摩湖ホテル」とは、（旧）西武鉄道が村山貯水池（多摩湖）を訪れる観光客を対象として1928年（昭和3年）に開業した「村山ホテル」を、戦後に（現）西武鉄道が遊園地開発のために改装したホテルで、現在の遊園地正門付近に1961年まで所在した。
1952年（昭和27年）7月に「おとぎ線」は地方鉄道法に基く地方鉄道へ転換され、「山口線」と改称されたことに伴って、当駅も単なる遊戯施設の乗車場から鉄道路線の駅（停車場）に昇格した。その後、1961年（昭和36年）の多摩湖ホテル廃業を受け、1963年（昭和38年）7月に西武遊園地駅（せいぶゆうえんちえき・初代）と駅名を改称した。さらに1979年（昭和54年）3月に実施された各路線の駅名改称に際して、従来「多摩湖駅」を称した多摩湖線の終点駅が「西武遊園地駅（2代）」と改称されたことに伴って、当駅は遊園地前駅と改称された。
山口線の施設更新・新交通システム転換に先立つ1984年（昭和59年）5月13日をもって「おとぎ電車」としての山口線は運行を終了し、当駅も営業休止扱いとなった。翌1985年（昭和60年）4月25日に新交通システム路線として山口線が運行を再開したことに伴い、同日付で「おとぎ電車」の遊園地前 - ユネスコ村間は廃止となり、当駅も廃駅となった。
なお、新交通システム転換後の山口線においては、路線の起点を表す0キロ標識（ゼロキロポスト）が、西武園ゆうえんち - 多摩湖間のかつて当駅が所在した場所に相当する箇所に設置されている。

### 年表
- 1950年（昭和25年）8月1日：西武園遊園地の遊戯施設「おとぎ線」の多摩湖ホテル前駅として開業。
- 1952年（昭和27年）7月15日：「おとぎ線」の地方鉄道転換ならびに「山口線」への改称に伴い停車場に昇格。山口線の駅となる。
- 1963年（昭和38年）7月1日：多摩湖ホテルの廃業に伴い西武遊園地駅（初代）と改称。
- 1979年（昭和54年）3月25日：遊園地前駅と改称[1]。
- 1984年（昭和59年）5月14日：新交通システム転換工事のため休止。
- 1985年（昭和60年）4月25日：新交通システム転換に伴い休止のまま廃止。

## 廃駅後の状況
敷地が西武園ゆうえんちの園内であったことから、跡地は遊園地の敷地に併合された。当駅が所在した跡地にはジェットコースター「ループ・スクリューコースター」が新設され（2012年営業終了）、痕跡は全く残っていない。山口検車区の跡地は更地となり、西武園ゆうえんち駅の北に位置する広大な駐車場の一部となっているが、特に目立った遺構は存在しない。
また周辺の廃線跡も、一部は建物の敷地や現路線の路盤に流用されているものの、新交通システム転換に際して施工された大規模な工事によって大きく変化しており、こちらも痕跡を辿ることは困難な状況である。

## 隣の駅
西武鉄道
■山口線（軽便鉄道時代）
遊園地前駅 - （中峯信号所）- （山口信号所） - ユネスコ村駅